# Ugo Colonna
Pour les articles homonymes, voir Colonna.
Titre
Comte de Corse
816 – 834
Ugo Colonna (ou Ugo della Colonna) est une figure mythique, mais emblématique de l'histoire de la Corse, qui aurait vécu entre la fin du VIIIe siècle et le milieu du IXe.
Selon la chronique de Giovanni della Grossa, écrite au XVe siècle, il aurait été un prince romain ayant mené en 816 la « reconquista » de l'île sur les Sarrasins. Il est présenté dans les traditions insulaires comme l'héroïque fondateur de la dynastie des souverains et comtes de Corse.
Son existence n'a été corroborée par aucun document et est tenue pour légendaire par les historiens depuis le XIXe siècle. Il aurait fondé le comté de Corse avec l'approbation du Saint-Siège, son « palais » (Palazzo) se tenant alors dans la piève de Venaco non loin de l'actuelle église San Giovanni Battista de Corte.
Il aurait eu trois fils, Bianco, Cinarco et Bertario. Le premier étant désigné comme héritier, le second faisant bâtir un château à son nom (le « castello di Cinarca »), et le dernier restant à Rome pour garder les possessions familiales.

## Biographie
Dans son ouvrage La Corse dans l'Antiquité et le Haut Moyen Âge, l'historien Xavier Poli s'est penché sur la période des origines de la Corse à l'expulsion des Sarrasins au XIIe siècle, une période obscure sans sources particulières, avec seulement de courtes indications que l'on peut trouver dans les textes narratifs. Il renseigne qu'au début XIe siècle les Sarrasins qui avaient essuyés de forts revers en France et en Italie, avaient perdu du terrain en Corse. Pour l'auteur, « tout porte à croire que le Nord de l'île échappait à leur dure domination. L'histoire de leur expulsion n'en reste pas moins toujours obscure et, faute de documents contemporains, on est dans l'obligation de recourir à des annalistes postérieurs ».
Il cite Giovanni della Grossa (1388-1464) et Petrus Cyrnæus (XVe siècle), deux chroniqueurs qui s'étaient penchés sur la question de l'expulsion des Sarrasins. Il écrit d'eux :
« Della Grossa a eu pour source à peu près unique la tradition orale et les renseignements intéressés des personnages dont il fut le serviteur fidèle. Les légendes populaires, les généalogies falsifiées, et les romans de chevalerie se groupent sous sa plume, sans ordre et sans méthode, avec un mépris absolu de la chronologie. Son héros principal, le comte Hugues Colonna, vivait au temps de Charlemagne (814), c'est pourtant à ce singulier patriarche que nous devrions et la libération de la Corse et la fondation de la Canonica (vers 1116). Tout en croyant qu'un fond de vérité peut, je le répète, se dégager de ses narrations si mal coordonnées, il est impossible de le prendre pour guide.

Cyrnæus (XVe siècle) a recueilli les légendes populaires, mais avec plus de circonspection et d'esprit critique. Sa version mérite d'être enregistrée :

“Une foule innombrable de Maures étant revenus envahir la Corse, les Pisans, dont la République était alors florissante, envoyèrent en Corse une flotte commandée par Lucio Aliata ; mais celui-ci fut battu et mis en fuite par les Maures et retourna à Pise. Comme personne dans la noblesse n'osait plus affronter les Maures, un plébéien Alessio, se chargea, dit-on, de les combattre. Ayant débarqué à Saint-Florent, il coula, sous les yeux de son armée, sa flotte tout entière, afin de se rendre tout retour impossible et de donner à ses soldats plus de courage en face du danger. Il fallait, disait-il, vaincre ou mourir. Il attaqua les Maures, les vainquit dans une grande bataille et les chassa de l'île. C'est ainsi que les Corses furent soumis aux Pisans.” »
Poursuivant, il cite Mollard et Puccinelli en écrivant : « Hugues, marquis de Toscane, considérait comme faisant partie de son domaine les terres de la Corse, dont il disposait en faveur de l'abbaye de Saint-Sauveur de Sesto ; sa donation, confirmée par l'empereur Otton III, en 996, n'a pas été retrouvée par Mollard dans les archives de Pise et de Florence ; elle n'est mentionnée que par Puccinelli et, sans me prononcer sur sa valeur; je crois qu'il y a lieu de ne la mentionner que sous toutes réserves ».
Enfin Xavier Poli cite pour mémoire, deux chartes provenant des archives de l'ancien monastère San Mamiliano de Monte-Cristo, faisant mention des marquis Guillaume et Hugues qui, en 1019 et 1021, auraient veillé au salut de l'île. Mollard dit que ces chartes pourraient être sincères car on n'y trouve aucun anachronisme et les personnages qui apparaissent sont des personnages historiques, cités dans d'autres monuments et jouant un rôle en accord avec celui qui leur est assigné par les chroniques contemporaines.
En note de bas de page 174, il mentionne : « IXe siècle Hugo marchio dominus Corsice et judex Calaritanus, multa donat ecclesie Sancte Marie de Canovaria et Simoni abbati insule Montis-Christi, VI mart. 1021, indictione III. Dans une autre charte citée par Muratori, au tome II de ses Antichità d'Italia, page 1074, le même seigneur s'intitule : “Dominus Ugonis, Dei gratia marchio Massæ, dominus de Corsica et judex Calaritanus.” Mollard, Rapport sur les Archives provinciales de Pise, publié dans le Bull. des Arch. des missions scientifiques et littéraires, IIIe série, t. II, 1re livraison, p. 259. Ces chartes ont été publiées in extenso par Muratori, Antichità d'Italia, t. II, dissertation XXXII, par Cambiaggi, t. I, p. 78 et 79, et par la Société des Sciences historiques et naturelles de Bastia. »
Il conclut son étude ainsi : « Ces chartes peuvent être sincères mais elles font partie d'un fonds évidemment falsifié ; elles restent suspectes et raisonnablement on ne peut en tirer aucune conclusion ».

## Comte de Corse
Selon la tradition, dont la Chronique sur l'histoire médiévale de la Corse en découle, Ugo Della Colonna aurait été le premier comte de Corse.
Ce titre lui aurait été confirmé par le Pape en 816.
Il aurait régné jusqu'à sa mort à Rome en 834, son fils aîné Bianco lui succèdant.